# Steve Young
Steve Young, född 12 juli 1942 i Newnan, Georgia, död 17 mars 2016 i Nashville, Tennessee, var en amerikansk countrysångare, gitarrist och låtskrivare. Hans kanske mest kända sång är "Seven Bridges Road", som Eagles hade en hit med från albumet Eagles Live.
Young föddes i Newnan i Georgia och växte upp i Gadsden i samma delstat och i Texas. Han inledde sin karriär i det kortlivade bandet Stone Country som gav ut ett självbetitlat album 1968. Året därpå debuterade han som soloartist med albumet Rock Salt & Nails.

## Diskografi
Album
- 1969 – Rock Salt & Nails
- 1972 – Seven Bridges Road
- 1975 – Honky Tonk Man
- 1976 – Renegade Picker
- 1978 – No Place to Fall
- 1981 – To Satisfy You
- 1984 – Old Memories
- 1986 – Look Homeward Angel
- 1990 – Long Time Rider
- 1991 – Solo/Live
- 1993 – Switchblades of Love
- 2000 – Primal Young
- 2006 – Songlines Revisited, Vol. 1
- 2007 - Stories Round the Horseshoe Bend

Samlingsalbum
- 1981 – Old Memories
- 2001 – Renegade Picker & No Place To Fall
- 2010 – Solo/Live / Switchblades Of Love

Singlar/EPs
- 1972 – "Seven Bridges Road"
- 1982 – "The Contender"
- 2007 – Australian Tour EP, 2007  (EP)